# Krokvattnet (Nysätra socken, Västerbotten)
Krokvattnet är en sjö i Robertsfors kommun i Västerbotten och ingår i Kålabodaåns huvudavrinningsområde.